# Ed O’Ross
Ed O’Ross, właśc. Edward Oross (ur. 4 lipca 1946 w Pittsburghu) – amerykański aktor pochodzenia czeskiego.

## Życiorys
Urodził się w Pittsburghu, w stanie Pensylwania jako syn Marion Oross, kelnerki, i Johna Orossa, hutnika pracującego w Homestead w Pensylwanii. Uczęszczał do Munhall High School, gdzie w 1964 odnosił sukcesy w baseballu. Naukę kontynuował w Point Park College i Carnegie Tech. Był bokserem, zdobywając amatorskie mistrzostwo Golden Gloves w 1964. Był także graczem drugoligowym w Minor League Baseball. Nawet wziął udział w przesłuchaniach do dwóch drużyn baseballowych: St. Louis Cardinals i Pittsburgh Pirates. Przez kilka lat studiował aktorstwo u Stelli Adler i Uty Hagen.
W 1979 trafił na mały ekran jako szepczący bandyta Marty w operze mydlanej ABC Ryan’s Hope. W kilku filmach zagrał Rosjanina, w tym jako czarny charakter Viktor Rostavili [w rzeczywistości gruziński] w komedii sensacyjnej Waltera Hilla Czerwona gorączka (1988).

## Filmografia

### Filmy
- 1984: Papież z Greenwich Village jako barman u Sal
- 1984: Cotton Club jako mnich
- 1987: Zabójcza broń jako Mendez
- 1988: Czerwona gorączka jako Viktor Rostavili
- 1990: Następne 48 godzin jako Frank Cruise
- 1990: Dick Tracy jako Itchy
- 1992: Uniwersalny żołnierz jako pułkownik Perry

### Seriale
- 1979: Ryan’s Hope jako szepczący bandyta Marty
- 1980: The Edge of Night jako żołnierz stanowy
- 1982: As the World Turns jako Ken
- 1985-1987: Na wariackich papierach jako pan Navarone
- 1993: Napisała: Morderstwo jako detektyw Alex Maggio
- 1995: Kroniki Seinfelda jako policjant
- 1995: Strażnik Teksasu jako Max Kale
- 1996: Nowe przygody Flippera jako Oliver Simms
- 1997: Frasier jako Terry
- 1997: Nash Bridges jako Vic Walsh
- 1997–1998: Faceci w czerni jako Kay / agent K (głos)
- 1998: Szpital Dobrej Nadziei jako C.H. adwokat Ev Wyman
- 1998: Kroniki Seinfelda jako detektyw Blake
- 2003: Star Trek: Enterprise jako Gaavrin
- 2004: Orły z Bostonu jako sędzia Phillip Stevens
- 2004: Nowojorscy gliniarze jako Pat Carr
- 2004–2005: Liga Sprawiedliwych bez granic jako Tobias Manning / strażnik / generał Olanic
- 2005: CSI: Kryminalne zagadki Nowego Jorku jako Paul 'Tiny' Wojewedski
- 2005: Pohamuj entuzjazm jako Leo
- 2006: Młodzi Tytani jako Raskow (głos)
- 2006: Ciekawski George jako Iwan (głos)
- 2007: Shark jako Jurij Denikow
- 2009: Ciekawski George 2 jako Iwan Odźwierny (głos)
- 2009: Podkomisarz Brenda Johnson jako Ryan Littman
- 2010: Wszystkie wcielenia Tary jako Dwayne
- 2011: Agenci NCIS jako Dao Huang